# آن‌ها به من پادشاه می‌گویند
آن‌ها به من پادشاه می‌گویند (به هندی: Kahte Hain Mujhko Raja) فیلمی محصول سال ۱۹۷۵ و به کارگردانی بیسواجیت است. در این فیلم بازیگرانی همچون بیسواجیت، ریکا، درمندرا، هما مالینی، شاتورگان سینها، آبی باتاچاریا ایفای نقش کرده‌اند.